# ポール・ロブスン
ポール・リロイ・バスティル・ロブスン（Paul LeRoy Bustill Robeson, 1898年4月9日 - 1976年1月23日）は、多言語で活躍したアメリカ合衆国の俳優、運動選手、「義勇軍進行曲」の英訳をしたことで有名なバスバリトンのオペラ歌手、作家、公民権活動家、共産党支持者、ソ連スパイ、スピンガーン・メダルとスターリン平和賞の受賞者。

## 若年期と家族
ロブスンはニュージャージー州プリンストンで生まれた。家系がイボ族であり、彼の父親のウィリアム・ドリュー・ロブスンは、奴隷として生まれたノースカロライナ州のプランテーションから逃れ、後にペンシルベニア州のリンカーン大学を卒業して教会の牧師となった。母親のマリア・ルイザ・バスティルは、奴隷制廃止論者のクエーカー教徒の家の出身であった。
ポールの4人の兄弟姉妹は、ワシントンD.C.で医師を営んだウィリアム・ドリュー・ロブスン、牧師のベンジャミン・ロブスン、フィラデルフィアに住んだリーヴ・ロブスン（リードと呼ばれた）とマリアン・ロブスンがいた。
ポールはニュージャージー州サマーヴィルのサマーヴィル高校で歌、演技、運動を学び、1915年、首席で卒業した。

## 教育

### ラトガース大学
ロブスンは勉学で奨学金を得てラトガース大学へ入った。同校の3人目のアフリカ系アメリカ人の学生で、彼の在校時には唯一の黒人学生であった。ロブスンはラトガース大学でファイ・ベータ・カッパに入会できた3人のうちの一人で、またラトガース大学の優秀な学生で作るキャップ・アンド・スカルに1919年に選ばれた4名の学生のうちの一人であった。彼はクラスメートの推薦を受けて卒業生総代も務めた。
運動選手としても、ロブスンはフットボール、野球、バスケットボール、陸上競技など、全部で15の代表チームで活躍した。特に彼の才能はフットボールにおいて極まっていて、1917年と1918年の2度、全米1位のチームに名前を連ねた。彼がラトガースのフットボールチームに入部を志願したとき、意地の悪い他の選手は彼を殴り、彼の指の爪を剥がしたりさえもした。彼は真価を発揮するためにそのいじめに耐えた。しかしながら、後年、合衆国政府が彼の国外旅行を禁止した時、彼の名前は過去にさかのぼって1917年と1918年の全米フットボールチームの名簿から削除された。

### コロンビア法律学校
ラトガース大学卒業後、ロブスンはハーレムに移ってコロンビア大学法科大学院に入った。1920年から1923年まで、ロブスンは運動選手と演奏者として、法律学校の学費を稼いだ。彼は後のNFLとなるアクロン・プロスとミルウォーキー・バジャーズでプロフットボール選手として活躍し、ペンシルベニア州のリンカーン大学でフットボールのアシスタントコーチも務めるかたわら、ニューヨークとロンドンで1922年の演劇『タブー』に出演した 。コロンビアでは、ロブスンはアフリカ系アメリカ人による最古の大学間のギリシャ文字の友愛会、アルファ・ファイ・アルファに加わった。
1923年に卒業し（同じ法律学校のクラスには、後の合衆国最高裁判事、ウィリアム・O・ダグラスがいた）、ニューヨークシティのストッツバリーとマイナーにある法律事務所に雇われたが、白人秘書が彼の肌の色を理由に口述筆記を取る事を拒否したため、ロブスンは事務所を辞めた。後にロブスンは、ロンドン大学の東洋アフリカ研究学院で学んだ。

## 家庭
1921年8月、彼はエスランダ（エシー）・カルドソ・グード（1896年 - 1965年）と結婚した。彼女はニューヨークシティのコロンビア長老派教会医療センターの病理検査室で室長を務めていて、アメリカ合衆国最高裁判事のベンジャミン・カードーゾの親戚であった。ロブスン夫妻は1927年に一子ポール・ロブスン2世を儲けた。

## 経歴

### 演劇
ロブスンは、優れたバスの声によって、俳優や声楽家として名声を受けた。ヘ音記号より下のCまで出せる力強い美声によってアメリカ楽壇で名を成した、数少ない真のバス歌手の一人であった。舞台活動に加えて、古い黒人霊歌の解釈が称賛された。ロブスンは、黒人霊歌を演奏会場にもちこんだ最初の歌手であった。
ロブスンが最初に演じたのは、1922年にハーレムYMCAで上演された『Simon the Cyrenian』でのサイモン役と、ハーレムのサム・ハリス劇場での『タブー』でのジム役であった。『タブー』は後に『ヴードゥー』に改名された。彼は1924年上演のユージン・オニール作『皇帝ジョーンズ』の主役の演技で高く評価された（もともとこの役は、1920年にチャールズ・ギルピンが演じてこちらも大きな成功を収めた）。また、オニール初期の『すべて神の子には翼がある』の公演において、白人女性と結婚して自分の肌の色を口汚く罵られ、法律家として有望な前途を妻に台無しにされるという役柄を演じたことでも有名になった 。
次にロブスンはデュボース・ヘイワードの小説『ポーギー』の演劇版でクラウン役を演じた。この小説は、後にジョージ・ガーシュウィンのオペラ『ポーギーとベス』（台本：アイラ・ガーシュウィン）の原作となった。
ロブスンは1928年、ロンドンのミュージカル『ショウボート』で彼のために書かれたジョー役を演じ、その後1932年のブロードウェイ・シアターでのリバイバル公演、1936年の映画版、1940年のロサンゼルスでの再演でも同役を演じた。
1930年、ロブスンはイングランドでシェイクスピアの「オセロ」の主役を演じた。当時、彼をこの役に起用する合衆国の会社はひとつもなかった。1943年にニューヨークでオセロを再び演じ、1945年までアメリカ合衆国をツアーした。ブロードウェイでのオセロの上演は、2006年の現在、シェイクスピア演劇のロングラン記録となっている。ロブスンは、この公演によって1945年にスピンガーン・メダルを受賞した。ユタ・ハーゲンがデスデモーナを演じ、ホセ・フェラーがラゴを演じた。
1936年のC・L・R・ジェームズによる演劇でトゥーサン・ルーヴェルチュールの役を俳優のロバート・アダムスと共に演じた。ロブスンのアフリカ系アメリカ人のフォークソングのレパートリーによって、とりわけ彼の『ゴー・ダウン・モーゼス』の公演などの演劇は、アメリカ国内と海外で広く注目を集める事になった。ロブスンは、世界の民謡に興味を持ち、20の言語（うち12言語は流暢かほぼ流暢な程度）に精通するようになった。1920年代の後の彼のスタンダード曲のレパートリーは、多くの言語の歌（中国語、ロシア語、イディッシュ語、ドイツ語など）を含んでいる。

### 映画
夫婦でイングランドに移住していた1925年と1942年の間に、ロブスンは11の映画作品に登場した（それらのうちの4作品以外はすべてイギリス製作の作品であった）。第二次世界大戦の開戦まで、長期の歌のツアーをしながら、彼はイギリスに残った。ロブスンは『ソング・オブ・フリーダム』や『プラウド・ヴァレー」など1930年代のイギリス映画において大きな興行面での呼び物となった。
一時的にアメリカに戻って、ロブスンは1933年のダッドリー・マーフィーの手による『皇帝ジョーンズ』の、映画版で再び主役を演じた。1936年の映画『ショウボート』は興行的にヒットし、彼の映画の中でも最も頻繁に見られ最も高く評価される作品となった。その映画の中での彼の『オールマン・リヴァー』のパフォーマンスはとりわけ有名である。1937年の映画版『キング・ソロモン』ではウンボパを演じた。『ジェリコ』や『プラウド・ヴァレー』などの映画で、彼は強いアメリカ黒人男性を表現した。
ロブスンは第二次世界大戦中に英国を離れた。アシカ作戦が首尾よく完了した後に捕らえるべき英国在住のアメリカ人数千名が記載されたナチス・ドイツの文書、『ブラック・ブック』に彼の名前があったことが、後になって判明した。

## 国際旅行
スペイン内戦中にロブスンは同地を旅して、黒人司令官のオリヴァー・ロウを含むエイブラハム・リンカーン旅団の隊員として写真に納まった。彼のレパートリーには『ピート・ボッグ・ソルジャーズ』という歌があり、それは国際旅団の志願兵と退役兵も同様に人気があった。ロブスンは、第二次世界大戦中に合衆国軍部隊を代表してコンサートで歌った最初の演奏者のうちの一人であった。
ロブスンとウェールズとの関わりは、1928年に彼がロンドンでミュージカル『ショーボート』を演じた時に始まった。そこで彼は、南ウェールズからの抗議行進に参加していた、失業した坑夫の集団と出会った。1930年代の間、ロブスンは数回ウェールズの採鉱地域を訪問し、カーディフやニース、アベーダイルの町で公演した。1934年、彼はレクスハム近くのグレスフォード炭鉱で起こった、264名の炭坑夫が死亡した労働災害の犠牲者の慈善のため、カエーナーフォンで公演を行った。1938年、スペイン内戦時にスペイン共和国側に付いて死亡したウェールズ出身の33名の兵士を追悼したアッシュ山のウェールズ国際旅団国定記念物で、彼は7,000人の聴衆を前にして公演を行った。 1940年、『プラウド・ヴァレー』において彼はロンダー鉱山に現れた黒人労働者の役で登場し、地元の人々の心を掴んだ。

## 政治的活動
西欧とソ連への頻繁な旅行において、ロブスンはアメリカ黒人が経験していた状況、特に人種分離されていた南部の州での状況に非常に批判的であった。
ロブスンはリンチに反対する活動家だった。彼は1946年に、この点で積極的にトルーマン大統領に要望し、「もしも政府が何もしなければ、暗に示された黒人が自身を守るために抵抗するであろう」という見解を示した。同じ年に、彼はAmerican Crusade Against Lynchingを創設した。
ソ連とその外交・国内政策、とりわけヨシフ・スターリンに対するロブスンの率直な擁護で、彼は米国と英国でしばしば批判の対象にされる非常に議論の多い人物となった。

### 公民権運動
ロブスンはアジア系とアフリカ系アメリカ人が経験している人種差別の状況を声高に批判し、北部と南部両方での人種分離を非難した。特にロブスンはリンチに対して遠慮なく非難し、1946年には彼はアメリカ反リンチ十字軍(American Crusade Against Lynching)を創設した。
1948年、ロブスンは進歩党候補者のヘンリー・A・ウォーレスを選出するべく大統領選挙戦で活動した。ウォーレスはフランクリン・ルーズベルト政権で農務長官、副大統領、商務長官を歴任した。その年の6月の選挙遊説で、ロブスンはジョージアへ行き、そこで「アトランタとメーコンの黒人教会であふれた聴衆」の前で彼は歌った。
1949年7月ニューヨークシティの権利章典会議は、スミス法（当時アメリカ国内では、反共政策の法的根拠として利用されていた）の規定のもとで1941年に有罪を宣告された19名のトロツキスト全員の解放を求めることを、決議に盛り込もうとしていた。スターリン支持、反トロツキーの立場から、ロブスンはこの考えを糾弾する演説をした。彼は、「投獄された社会主義労働者党のメンバーは、世界の新しい民主主義を破壊しようとしているファシズムの仲間です。混乱しないようにしましょう、彼らは労働者階級の敵です。あなたはクー・クラックス・クランに公民権を与えるのでしょうか？」と言った。決議は破棄され、ロブスンのスピーチはその破棄とともに称賛された。
ロブスンは冷戦中の正義においてはますます人気のない人物となり、そして1949年、ニューヨーク州ピークスキルで公民権議会のために彼が企画したコンサートでは、ピークスキル暴動が勃発した。コンサートの観客が野球バットを持った怒れる反共産主義者の群衆に攻撃され、当初の8月27日のコンサートは延期された。イベントは9月4日に時期変更されて20,000人が参加したが、数マイルの長さにわたる敵対的な地元の人、退役兵、外部の扇動者たちが車とバスのフロントガラスを通して投石して140名が負傷し、コンサートの後は暴力によって損なわれた。

### 共産主義
1930年代前半に数年間ヨーロッパを旅行した後に、ロブスンはソ連への訪問を打診されて、それを受け入れた。そこにいる間、ロブスンは丁重なもてなしをうけ、それには劇場、宴席、その他のアトラクションへの旅行も含まれた。ロブスンはこの新しい社会とそのリーダーシップに魅了されるようになり、「国には人種的偏見が完全になく、アフロアメリカンの霊歌は、ロシアの民衆の伝統に共鳴している。ここで、生まれて初めて、私は完全な人間の尊厳の中で歩く」と宣言した。
文章とスピーチを通じて、ロブスンはソ連とヨシフ・スターリンの外交・国内政策を擁護し続けた。大粛清の間、ロブスンはデイリー・ワーカー紙の記者に「ソビエト政府の働きを私が既に見てきたという点から、私が言えるのは、それに反対する挙手をした者は撃たれるべきであるということだけです！」と言ったとされている。NATOの結成後、ロブスンは1949年のパリ世界平和評議会でのスピーチで、「アメリカ黒人が数世代にわたって我々を圧迫し続けてきた国を代表して戦争に行くことは考えられない…ひとつの世代で私たちの同胞を完全な人類の尊厳に育て上げた国（ソ連）に対しては」と宣言した。シュガー・レイ・ロビンソンは、「ロブスンを知らないけれどももし会ったなら「口を殴ってやる」と言ってこれに返答した。多くのソ連を支持した元左翼が、そこで遂行される残虐行為を知って公的に彼らのかつての提携国を糾弾し始めていたにもかかわらず、ロブスンはソ連支持を固守した。
1950年3月、NBCは、元大統領夫人のエレノア・ルーズベルトのテレビ番組、「トゥデイ・ウィズ・ミセス・ルーズベルト」へのロブスンの出演予定をキャンセルした。NBCの広報は、今後ロブスンがNBCに出演することはないと宣言した。公民権議会のプレスリリースは、「ロブスン氏のテレビ出演への検閲は、市民権と人権のための黒人の戦いの傑出したスポークスマンを黙らせる粗雑な試みである」とし、「基本的な民主的権利は、反共産主義という煙幕の下で攻撃されている」と、これに反対を表明した。抗議団体はNBCのオフィスに抗議ピケを張り、抗議活動は多数の有名人、組織、その他から賛同を得た
。
しかしながら、彼を取り巻く論争によって、ポール・ロブスンの録音物と映画のすべては流通から除外された。この時から1970年代末までのアメリカ合衆国では、ロブスンの歌をレコードやラジオで聞いたり、非常に高く評価されて成功した1936年の映画版『ショーボート』などの映画を見たりすることは、不可能ではないにせよ、ますます難しくなった。
1950年代後半（と1960年代のすべて）の聴衆が知る限りにおいては、唯一のショーボートの映画版は、1951年のMGMのテクニカラー版で、そこでは1936年の映画版でロブスンが演じた役を、バスバリトンのウィリアム・ワーフィールドが演じた。
1952年、ロブスンはスターリン平和賞を受賞した。1953年4月、スターリンの死の直後、ロブスンは「最愛の同志のあなたへ」と題された追悼を書き、その中で彼はスターリンの「深い人間性」、「賢明な理解」、そして彼のことを「賢明で良い」と称え、世界の全人類との平和な共存への専念を称賛した。

### イツィク・フェフェル
1943年7月8日に、ユダヤ人反ファシスト委員会（Jewish Anti-Fascist Committee、アルベルト・アインシュタイン総裁）が組織した、アメリカ合衆国においてそれまでで最大規模の親ソビエト集会で、ロブスンはモスクワ国立ユダヤ人劇場の人気俳優兼監督のソロモン・ミホエルスと、イディッシュ人詩人のイツィク・フェフェルに出会った。ミホエリスは当時のソ連にあったユダヤ人反ファシスト委員会を率いていて、フェフェルは次席にいた。集会の後でロブスンは、妻エシーとともにミホエリスとフェフェルを歓待した。
6年後の1949年6月、プーシキン生誕150周年の祝賀の間、ロブスンはコンサートで歌うためソ連を訪れた。ユダヤ人芸術家の暮らし向きが気がかりだったので、ロブソンはソ連当局に、自分はフェフェルに会うと伝えた。部屋が盗聴されていたので、フェフェルは身振り手振りと筆談を交えたやりとりを強いられながら、ミホエリスが1948年に秘密警察に殺害されたことを教えた。フェフェルは、多くの他のユダヤ人芸術家が逮捕されたことも伝えた。ロブスンは6月14日にチャイコフスキーホールにおけるコンサートで、友人のフェフェルとミホエリスに敬意を表することで反応を公にした。そしてビリニュスのユダヤ人ゲットーのパルチザン（Fareynikte Partizaner Organizatsye）の歌「Zog Nit Keynmol」をロシア語とイディッシュ語で歌った。しかし、合衆国に戻るや否や、ロブスンは広範囲にわたるユダヤ人への迫害を否定して、「いたるところでユダヤ人に会ったが、それについては何も聞かなかった」と述べた。
とはいえロブスンは、ソビエトの反ユダヤ主義に気づいていながらもソ連を支持し続けたために、しばしば批判されている。ジョシュア・ルベンステインの著書『スターリンの秘密のポグロム（Stalin's Secret Pogrom）』によるとロブスンは、いかなるソ連批判もアメリカ合衆国における反ソビエト勢力の威光を増すだろうとの理由から、自身の沈黙を正当化したのだという。ロブスンが、米国はソ連に対して先制攻撃を仕掛けたがっていると信じていたからであった。

### HUACとFBIの調査
ソ連やとりわけヨシフ・スターリンへの共感などを表明した政治的な言動と、アメリカ共産党の党員であるという噂、そして頻繁なソ連訪問ゆえに、ロブスンはジョン・エドガー・フーヴァー率いるFBIによって取り調べを受けることになった。ロブスンは1941年から、1974年に当局が「（ロブスンの）さらなる捜査は正当でない」と決定するまで、FBIの監視下にあった。
1946年、 ロブスンはカリフォルニア州で下院非米活動委員会に訊問された。共産党員かどうかを質問されると、民主党と共和党のどちらに入党しているかを質問されたほうがましだった、それに米国では共産党もまた合法である、と答えた。だが、自分は共産党員ではないとも付け加えた。
10年後の1956年、ロブスンは共産党員ではないことを宣誓する供述書に署名することを拒否すると、下院非米活動委員会への出頭を命ぜられた。共産党員ではないかとの疑惑に関して質問されると、ロブスンは共産党が合法的な政党であり、投票所の前で入党するように勧誘されたことがあると委員に対して念押ししてから、合衆国憲法修正第5条をほのめかして返答を拒んだ。ロブスンは、アフリカ系アメリカ人に関する公民権問題について委員を痛罵した。
一人の上院議員がソ連に留まればよかったのにと尋ねると、このように反論した。「父は奴隷でした。わが同胞は命を削ってこの国を築き上げました。そして私は、まさにここに留まって、祖国の一部になろうとしているのです、ちょうど皆さんのように。皆さんのようなファッショ志願者が、私を祖国から追い立てようとしても無駄です。（私の話が）おわかりですか？」（下院非米活動委員会における証言、1956年6月12日）。ある箇所では、「あなたがたは愛国者ではないし、アメリカ人でもない。恥を知りなさい」とも述べた。
冷戦を専門とする歴史家のロナルド・ラドシュは、ロブソンがソ連邦ともソビエト共産党とも積極的に結びついていたことからすると、ロブソンを非米活動委員会の「犠牲者」だと評価することは不当であると論じている。ソビエト共産党の反米スパイ活動への深入りは有名だったからである。

### パスポートの取り消し
1950年、国務省はロブスンのパスポートを否認し、すべての港での「停止通知」を発行し、事実上彼をアメリカ合衆国内に制限した。1950年8月23日にロブスンと彼の弁護士が国務省の職員に会って、彼が外国を旅行することがなぜ「合衆国政府の利益に有害である」のか尋ねたとき、彼らは「アメリカ合衆国の黒人の扱いについての彼の頻繁な批評はあまり外国に広めるべきではない」、それは「内輪の問題である」と答えた。ロブスンがパスポートの再発行について尋ねたところ、アメリカ合衆国外でひとつのスピーチもしないと保証する声明に署名することをロブソンが拒否したことを引用して国務省は拒絶した。ロブスンのパスポートの取り消しは、国務省が親ソビエトであると考えた他の個人と同様であった。その中には作家のハワード・ファスト、アルバート・E・カーン、W・E・B・デュボイスや、米ソ友好全国委員会の委員長であったリチャード・モーフォードがいた。
渡航禁止令に対する挑戦の象徴的な行為としては、米国とカナダの労働組合が1952年5月18日に企画した音楽会、『国際ピース・アーチ』がワシントン州とカナダのブリティッシュコロンビア州の間の国境で開催された。ポール・ロブスンがアメリカ合衆国＝カナダ国境の米国側の平らなトラックの荷台の後ろに立って、2万人とも4万人とも言われるカナダ側の群衆に向けてコンサートを行った。1953年、ロブスンは再びピースアーチでの2回目の公演のために戻って来て、さらに翌2年にわたる2回のコンサートが予定された（公式には、渡航禁止令はロブスンのカナダ入国を禁止しておらず、カナダ＝合衆国の国境間の旅行にパスポートは必要なかったが、国務省はロブスンがカナダを旅行することを防ぐために直接介入した）。
1956年、渡航禁止令が課されて以来初めて、ロブスンは合衆国を離れ、その年の3月にカナダの二つの都市、サドバリーとトロントでコンサートを行った。渡航禁止令は1958年に終了し、同年ロブスンのパスポートは返還された。

## その後
ロブスンの自伝『Here I Stand』は、最終的に1958年にイギリスの出版社が出版した。
この年にはまた、ロブスンの60歳の誕生日がいくつかのアメリカ合衆国の都市と、ヨーロッパ、ラテンアメリカ、アジア、アフリカの27カ国で、ソ連と同様に祝賀された。合衆国最高裁がケント対ダレスの裁判において、国務長官はパスポートを拒否する権利、または政治的信念のために宣誓供述書に署名をさせることをどんな市民に要求する権利も持たないと裁決した後、1958年5月、ついにロブスンのパスポートは回復され、彼はまた旅行することが出来るようになった。その「復活」の一部として、ロブスンはその月にカーネギー・ホールで2回のリサイタルを売り切れにし、この公演はLPとCDでリリースされた。これらは彼の唯一のステレオ録音物であろう。
1950年代後半、ロブスンはイギリスへ移住し、広く各地に旅行した。 彼は世界をツアーするのに5年をかけ、ストラトフォード・アポン・エイヴォンでトニー・リチャードソンの1959年製作の『オセロ』を再び演じ、ヨーロッパ、オーストラリア、ニュージーランドを歌って回った。イングランドへの訪問時、彼は俳優のアンドリュー・フォールズと友人になり、政治の経歴を始めるべく彼を奮い立たせた。旅行中、ロブスンは健康上の問題を抱え、何度かロシアと東ドイツの病院で時を過ごした。
1961年、ロブスンはモスクワのホテルの部屋で自殺を図った。彼の息子は、これはMKウルトラと呼ばれる秘密裏の計画のもとで彼の飲み物にいくつかの合成幻覚剤を混入したCIA工作員によって仕組まれたものと主張した。
ポール・ロブスンは1963年に合衆国で暮らすため帰国した。彼の人生の残りは病気によって苦しめられ、彼の出演は比較的少なくなった。
1976年、ポール・ロブスンはペンシルベニア州フィラデルフィアで脳梗塞で死んだ。77歳だった。彼はフィラデルフィアで姉妹と同居中であった。遺体はニューヨーク州ハーツデールのファーンクリフ墓地に埋葬された。
1978年の初め、ポール・ロブスンの映画はついにアメリカのテレビで放映され、1983年には『ショーボート』がケーブルテレビで初放映された。近年では、ロブスンの無声映画はケーブルテレビ局のターナー・クラシック・ムービーズに登場している。

## フィルモグラフィー
- Body and Soul (1925)
- Camille (1926)
- Borderline (1930)
- 「巨人ジョーンズ」 The Emperor Jones (1933)
- 「コンゴウ部隊」 en:Sanders of the River (1935)
- 「ショウボート」 Show Boat (1936)
- Song of Freedom (1936)
- Big Fella (1937)
- My Song Goes Forth (1937)
- 「キング・ソロモン」 King Solomon's Mines (1937)
- Jericho (1937)
- The Proud Valley (1940)
- Native Land (1942)
- 「運命の饗宴」 Tales of Manhattan (1942)
- The Song of the Rivers (1954)

## 脚註